# Реагент ЕС-2
Реагент ЕС-2 (рос. реагент ЕС-2; англ. reagent ЕС-2; нім. Reagens n ЕС-2) – комплексний реаґент – дегідратовані поліаміди, що є продуктом конденсації кубових залишків синтетичних жирних кислот (СЖК) фракції С21+вище і декстраміну, тобто синергетичною сумішшю СЖК та їх алкіламідів, котра розчинена до об’ємного вмісту 50% у гасовій фракції 424–543 К, і поєднує функції емульгатора і стабілізатора обернених емульсій, структуроутворювача, гідрофобізатора твердих мінеральних частинок та інгібітора корозії металів. Фізико-хімічні властивості емульгатора ЕС-2 такі: в’язка темно-коричнева легкорухома рідина з міжфазним натягом розчину об’ємною часткою 2 % у дизельному пальному на границі з дистильованою водою не більше 10 мН/м; кислотним числом 20–30 мг КОН/мг, умовним коефіцієнтом в’язкості за Енглером 2,0 – 2,5°ВУ; температурою застигання – 15—20°С; отримується як відходи виробництва левоміцетину внаслідок конденсації вищих жирних кислот і декстраміну (ТУ-38 УРСР 201351-81).